# SIG Sauer Pro
SIG Sauer Pro — серия полуавтоматических пистолетов, разработанных и изготовленных совместно швейцарской компанией SIG и германской компанией JP Sauer & Sohn.
Первоначально разработана модель 2340 калибра .40 S&W, которую начали массово выпускать в июне 1998 года. Вскоре после этого выпустили модель калибра .357 SIG (обозначение модели сохранилось). Около года спустя выпустили модель под патрон 9x19 мм Парабеллум.

## Модификации
- SP 2340: оригинальный пистолет, выпущенный в 1998 году под патрон .40 S&W и .357 SIG .
- SP 2009: вариант, выпущенный в 1999 году под патрон 9х19 мм Парабеллум.
- SPC 2009: укороченный вариант SP 2009 с длиной ствола в 91 мм.
- SP2009-9-BMS: вариант стандартного SP 2009 с коротким спусковым крючком и смонтированным на затворе неавтоматическим предохранителем. Они были предложены на короткое время в США для гражданского рынка.
- SP 2022: модифицированная версия SP 2009/2340. Была введена в эксплуатацию во французской полиции и жандармерии в 2002 году. Планируемый срок службы 20 лет, отсюда и название. Доступна в 9x19 мм, .40 S&W и .357 SIG.
- SPC 2022: более компактная версия SP 2022, доступная только в 9х19 мм. SPC 2022 имеет несколько укороченный ствол.

## Использование
- Колумбия: колумбийская национальная полиция приобрела 55890 пистолетов SP2009.
- Франция: В 2003 году французские правоохранительные органы и внутренние органы безопасности (в том числе Национальная жандармерия, национальная полиция и Генеральный директорат таможенных и косвенных налогов) приняли на вооружение модели SP 2022 калибра 9х19 мм Парабеллум на замену PAMAS и нескольких других пистолетов, находящихся в эксплуатации. Было заказано более 250000 пистолетов, что стало крупнейшей заявкой на поставку пистолетов со времен Второй мировой войны.
- Швейцария: SIG Pro используется в швейцарской военной полиции.
- Португалия: SIG Pro SP 2022 используются в Республиканской национальной гвардии и полиции общественной безопасности [7].
- США: SIG Pro используется в DEA.
- Болгария: используется в болгарской военной полиции, НСО (у сержантов Sig Pro, у офицеров P226) и частях спецназа.